# 前托鲁斯山脉
前托鲁斯山脉（希腊语：Αντίταυρος，土耳其语：Aladağlar）坐落于土耳其的东南部；蜿蜒在托鲁斯山脉的北部。山脉的最高峰是埃尔吉耶斯峰，高达12,851英尺（约3,917米）。古希腊地理学家斯特拉博写道：“在我的有生之年里，她（前托鲁斯山脉）的顶峰永远披戴着冰雪，登上她的人能同时欣赏黑海和地中海的风采。”